# Барком-Кажани
Волейбольний клуб «Барком-Кажани» — волейбольний клуб із м. Львова, Україна. Заснований 2009 року. Грав у Суперлізі України. Неодноразовий переможець першостей України, володар Кубка та Суперкубка України. Із сезону 2022—2023 виступає в елітній польській Плюс Лізі.

## Історія

### Колишні назви
- «Барком Львів»  — 2009-2014
- «Барком-Кажани Львів»  — 2014-

У сезоні 2009-2010 команда виступала в 1 аматорській лізі, в якій посіла 1 місце. 
У 2010 році «Барком» потрапила в Першу лігу чемпіонату України серед чоловіків, а згодом стала чемпіоном України (сезон 2011—2012 та виборола путівку до Вищої ліги.
Знаковим для команди став травень 2013 року, який ознаменувався виходом «Баркому» у волейбольну Суперліги. Такий спортивний прорив став можливим завдяки перемозі львів'ян у двох перехідних матчах. 13 травня із рахунком 3:1 ВК «Барком» розгромив харківську «Юридичну академію». Не поступилися львів'яни своїм супротивникам і наступного дня. Гра з харківською командою завершилася із загальним результатом 3:2 на користь «Баркому». Відтак, «баркомівці» стали першою волейбольною командою на Львівщині, яка за останні 20 років потрапила до найвищого волейбольного дивізіону. З цього часу «Барком» розпочинає нову сторінку у волейбольному спорті. У серпні 2013 року команда змінює назву на «Барком-Кажани» та засновує у Львові Перші Міжнародні волейбольні змагання «Кубок Лева». 
У сезоні 2013/2014 львівський «Барком» дебютував у Суперлізі, завершивши змагання в чвертьфіналі плей-оф програвши «Фавориту» з Лубнів.
У сезоні 2014-2015 клуб посів 5 місце в підсумковій класифікації Суперліги. 
У сезоні 2015-2016 команду очолив польський тренер Ян Сух. «Кажани» посіла 4-те місце, у боротьбі за бронзу поступилися клубу «Юридична академія» з Харкова. 
У 2016 році «Кажани» підписали контракт із новим головним тренером — латвійським спеціалістом Угісом Крастіньшем. Здобули перший трофей у своїй історії — Суперкубок України. У фіналі був розбитий харківський «Локомотив» з рахунком 3:0.
Того ж року львівський клуб дебютував у Кубку ЄКВ, однак залишив турнір на першій його стадії (1/32 фіналу), вилетівши від сербської «Воєводини» (3:1 — вдома, 0:3 + програний золотий сет — у гостях) .
У лютому 2017 команда Угіса Крастіньша стала володарем Кубка України. У фіналі турнірі знову подолали вже принципового суперника — «Локомотив» (Харків) (3:0) . Проте у фінальній серії матчів Суперліги команда поступилася «Локомотиву» з рахунком 1:3 в серії та стала срібним призером чемпіонату.
Сезон 2017-2018 розпочався невдало з програшу в Суперкубку України. Вигравши в перше чемпіонат України в та другий Кубок України. У єврокубках дійшли до 1/16 фіналу Кубка CEV, де знову програли сербському клубу «Воєводина НС Семе Новий Сад».
Сезон 2018-2019 «Кажани» розпочали з перемогли в Суперкубку, здолавши «Новатор» (Хмельницький) 3:2. Здобули друге чемпіонство України, здолавши у фіналі «Серце Поділля» 3:0. У Кубку України також здобули перемогу, обігравши у фіналі «Серце Поділля», зробивши хет-трик із трофеїв в Україні.
Сезон 2019-2020 вийшов невдалим для «Кажанів»: здолавши в Суперкубку «Серце Поділля» 3:1, у фіналі Кубка України поступилися майбутньому володарю «Житничам» із Житомира. 
У сезоні 2020–2021 чорно-помаранчеві вперше взяли участь у Кубок виклику ЄКВ. Після поразки в першому матчі вдома з рахунком 3:2 від румунського «Динамо» (Бухарест) «Барком-Кажани» не брали участь у другому матчі, який мав відбутися в Румунії, через спалах COVID-19 в українській команді, тому були дискваліфіковані. У тому ж сезоні клуб виграв третій титул чемпіона України, а також четвертий титул у Кубку України та Суперкубку України. 
На початку листопада 2021 Управління спорту Львівської міської ради та ЛКП «Спортресурс» подарували клубу тренувальну гармату для подачі волейбольних м'ячів вартістю 300 тис. грн.
1 грудня 2021 у першому матчі Кубку виклику ЄКВ 2021—2022 в гостях поступився словенському клубу «ACH Volley» (Любляна) — 0:3 (14:25, 17:25, 13:25).
На початку квітня 2022 команду покинув російський легіонер Олександр Дьячков, який перейшов до кемеровського волейбольного клубу «Кузбас».

## Досягнення
Чемпіонат України
- Чемпіон  України (3): 2017/2018, 2018/2019, 2020/2021.
- Срібний призер  України (2): 2016/2017, 2021/2022.

Кубок України
- Переможець Кубка України(4): 2016/2017, 2017/2018, 2018/2019, 2020/2021.
- Фіналіст Кубка України: 2015/2016.

Суперкубок України
- Переможець Суперкубка України (4): 2016/2017, 2018/2019, 2019/2020, 2020/2021.
- Фіналіст Суперкубка України (2): 2017/2018, 2021/2022.

## Склад команди
Сезон 2024/2025
| №  | Ім'я, прізвище   | Позиція                  | Країна | Дата народження | Зріст  | Вага  | Висота атаки | Висота блоку |
| -- | ---------------- | ------------------------ | ------ | --------------- | ------ | ----- | ------------ | ------------ |
| 2  | Ілля Ковальов    | Догравальник             |        | 31.08.1996      | 198 см | 86 кг |              |              |
| 3  | Лоренцо Поуп     | Догравальник             |        | 12.06.2001      | 205 см | 80 кг | 355 см       | 350 см       |
| 4  | Олег Шевченко    | догравальник             |        | 8.01.1993       | 194 см | 95 кг | 330 см       | 310 см       |
| 6  | Матіас Вялімаа   | Зв'язуючий               |        | 1.11.2001       | 192 см | 85 кг | 330 см       | 315 см       |
| 9  | Руне Фастеланн   | Центральний блокуючий    |        | 17.12.1995      | 204 см | 98 кг | 350 см       | 330 см       |
| 11 | Мерт Таммеару    | Догравальник             |        | 17.03.2001      | 198 см | 84 кг | 330 см       | 320 см       |
| 12 | Владислав Щуров  | Центральний блокуючий    |        | 27.04.2001      | 207 см |       | 350 см       | 330 см       |
| 13 | Василь Тупчій    | Діагональний             |        | 13.01.1992      | 196 см | 90 кг | 325 см       | 315 см       |
| 17 | Денисс Петровс   | Зв'язуючий               |        | 31.08.1986      | 188 см | 85 кг | 344 см       | 330 см       |
| 19 | Андрій Рогожин   | центральний блокувальник |        | 13.07.1997      | 203 см | 95 кг | 345 см       | 325 см       |
| 21 | Пампушко Ярослав | Ліберо                   |        | 11.11.2001      | 178 см | 77 кг |              |              |
| 23 | Тимур Цмокало    | Ліберо Догравальник      |        | 23.12.2003      | 197 см | 94 кг | 365 см       | 338 см       |
| 29 | Андрій Швець     | Центральний блокуючий    |        | 12.05.2005      | 198 см |       | 305 см       | 285 см       |

## Тренери
- Віктор Михальчук (2012-2014)
- Владислав Лазарчук (2014-2015)
- Ян Сух (2015-2016)
- Угіс Крастіньш (2016-)

## Відомі гравці
- Юрій Семенюк
- Василь Тупчій
- Юнас Квален
- Мурат Єніпазар
- Максим Дрозд
- Артем Смоляр